# Laura M. Haas
Laura M. Haas es una científica Informática estadounidense conocida por su investigación en sistemas de bases de datos e integración de información. Sus esfuerzos para crear sistemas y herramientas para la integración de datos heterogéneos de diversas fuentes, incluida la tecnología federada que virtualiza el acceso a los datos y la tecnología de mapeo que permite a los no programadores especificar cómo se deben integrar los datos, le han valido amplio reconocimiento.
El trabajo de Haas cambió drásticamente la investigación y la práctica de la integración de la información. Lideró el proyecto Starburst en sistemas de bases de datos extensibles, demostrando integrar información diversa en una base de datos relacional. Su investigación fue la base del procesador de consultas DB2 LUW de IBM. Fue la arquitecta que más contribuyó a Garlic, un novedoso sistema de federación de datos que proporciona acceso integrado a numerosas fuentes de datos desde un lenguaje no procesal de alto nivel. Así, inventó e implementó técnicas de optimización de consultas que permitieron a Garlic procesar consultas de manera eficiente, explotando las capacidades de las fuentes de datos subyacentes. Haas dirigió el desarrollo de IBM InfoSphere Federation Server basado en esta tecnología, y fue el líder técnico del equipo de IBM que ayudó a establecer el mercado de integración de información empresarial. Haas también dirigió el proyecto Clio, inventando el concepto y los algoritmos básicos para el mapeo de esquemas, y dándoles vida mediante la primera herramienta para calcular las transformaciones necesarias para llevar automáticamente los datos de diversas fuentes a un formato común. Proporcionó liderazgo de pensamiento y realizó investigaciones en torno a la integración de la información, más recientemente en el contexto de Big Data, a través de su papel como Directora del Laboratorio de Descubrimiento Acelerado de IBM Research.

## Biografía
Haas obtuvo el título de Bachiller universitario en letras en Matemáticas Aplicada y Ciencias de la Computación de la Universidad de Harvard en 1978. Recibió un doctorado en Ciencias de la Computación de la Universidad de Texas en Austin en 1981. En 1981, Haas comenzó se unió al Centro de Investigación IBM en Almaden, y desde entonces su carrera ha transcurrido en IBM Research, aunque ocupó un puesto de visitante durante un año, en 1992-1993, en la Universidad de Wisconsin-Madison. Ha ocupado numerosos puestos dentro de IBM Research, llegando al puesto de directora de IBM Research Accelerated Discovery Lab. Fue nombrada IBM Fellow en 2009. En agosto de 2017, se convirtió en decana del Colegio de Información y Ciencias de la Computación de la Universidad de Massachusetts Amherst .

## Premios
- 2006 miembro de la Association for Computing Machinery (ACM) "para el liderazgo de investigación y contribuciones a los sistemas de bases de datos federadas"[8]
- 2010 elegida para la Academia Nacional de Ingeniería de Estados Unidos "por innovaciones en el diseño e implementación de sistemas para la integración de la información"[9]
- 2010 Premio de Liderazgo Técnico ABIE en la Celebración Grace Hopper de Mujeres en Informática[10]
- 2015 Premio a la Innovación SIGMOD Edgar F. Codd[11]